# Михайловка (Усть-Калманский район)
Михайловка — село в Усть-Калманском районе Алтайского края России. Административный центр Михайловского сельсовета. Основано в 1857 году.  

## География
Протяженность границ села Михайловка с севера на юг — 4 км 557 м, с запада на восток — 3 км 332 м.Высота над уровнем моря составляет 392 м.

## Основные улицы
- улица Байбакова
- переулок Банный
- переулок Дзержинского
- улица Заводская
- улица Заречная
- улица Кирова
- улица Ленина
- улица Луговая
- улица Набережная
- улица Новая
- улица Партизанская
- переулок Пионерский
- переулок Подувальный
- переулок Проездной
- переулок Садовый
- улица Советская
- переулок Тихий

## Население
| 1997  | 1998  | 1999  | 2000  | 2001  | 2002  | 2003  |
| ----- | ----- | ----- | ----- | ----- | ----- | ----- |
| 2219  | ↘2172 | ↘2141 | ↘2066 | ↘1931 | ↘1929 | ↘1888 |
| 2004  | 2005  | 2006  | 2007  | 2008  | 2009  | 2010  |
| ↗1898 | ↘1849 | ↘1826 | ↘1735 | ↗1737 | ↘1691 | ↘1507 |
| 2011  | 2012  | 2013  |       |       |       |       |
| ↗1509 | ↘1461 | ↘1419 |       |       |       |       |

## Известные уроженцы
- Кудинов, Алексей Никифорович (1937—2022) — советский и российский учёный, доктор физико-математических наук (1975), профессор (1976), ректор Тверского государственного университета (1986—2007), заслуженный деятель науки РФ (1997).